# Aulacopilum
Aulacopilum là một chi rêu trong họ Erpodiaceae.